# Borot'ba
L'associazione Borot'ba (Об'єднання "Боротьба") è un'organizzazione marxista-leninista e antifascista attiva a Odessa. È strettamente legata al Fronte di Sinistra, membro dell'opposizione antiputinista russa.

## Storia
L'organizzazione è stata fondata nel maggio del 2011 dal gruppo marxista Gioventù Contro il Capitalismo, da ex membri del Komsomol ucraino e da altre associazioni.
Borot'ba ha condannato l'Euromaidan ucraino del 2014 – definendolo un colpo di Stato fascista – e ha fatto appello a una rivoluzione socialista in Ucraina. Il militante Andrey Braževskiy è stato picchiato a morte da un gruppo neonazista filo-governativo durante gli scontri di Odessa del 2 maggio 2014.